# Sternarchorhynchus
Sternarchorhynchus (Gr.: „sternon“ = Brust, „archos“ = Anus, „rhynchos“ = Schnauze (Synonym: Rhamphosternarchus)) ist eine Gattung südamerikanischer Süßwasserfische aus der Ordnung der Neuwelt-Messerfische (Gymnotiformes). Die Gattung kommt im Amazonasbecken in Brasilien, im Stromgebiet des Orinoko in Kolumbien und Venezuela, in den Flüssen der drei Guyanas und im Oberlauf des Río Paraná vor.

## Merkmale
Sternarchorhynchus-Arten sind langgestreckt, seitlich stark abgeflacht und werden 15 bis 53 cm lang. Ein auffälliges äußeres Merkmal, durch das sie sich von den meisten anderen Messerfischgattungen unterscheiden, ist ihre röhrenförmige, seitlich abgeflachte und mehr oder weniger stark nach unten gebogene Schnauze, an deren Ende das kleine Maul sitzt. Die Schnauzenlänge beträgt bei den meisten Arten mehr als 50 % der Kopflänge. Das Rückenprofil ist gerade oder leicht gebogen. Der seitlich abgeflachte Kopf ist im Nackenbereich am höchsten und am breitesten im Bereich der Kiemendeckel. Die Augen sitzen seitlich hoch am Kopf, sind sehr klein und von einer dünnen Haut überwachsen. Wie alle anderen Gattungen der Apteronotidae besitzt Sternarchorhynchus eine Schwanzflosse und ein fleischiges Filament auf dem Rücken für die Elektrische Orientierung.
Die Brustflossen sind lang, breit und am Ende zugespitzt. Die Afterflosse beginnt direkt hinter dem Kopf und erstreckt sich über fast die gesamte Länge der Fische. Wie allen Messerfischen fehlen den Sternarchorhynchus-Arten die Rückenflosse und die Bauchflossen. Eine Schwanzflosse ist dagegen vorhanden. Sternarchorhynchus-Arten haben kleine Rundschuppen, die den gesamten oder fast den gesamten Körper vom Hinterkopf bis zum Schwanzflossenstiel bedecken. Die Schuppen auf der Seitenlinie sind oft größer als die unmittelbar oberhalb bzw. unterhalb der Seitenlinie gelegenen Schuppen. Auf der Rückenmittellinie vor dem elektrorezeptiven Filament fehlen die Schuppen bei einigen Arten.
Bei einigen Arten ist die röhrenförmige Schnauze von Männchen und Weibchen unterschiedlich stark gebogen und bei einigen Arten ist der Unterkiefer der Männchen kräftiger entwickelt, was äußerlich durch eine Art Schwellung am vorderen, unteren Schnauzenende sichtbar ist.

## Lebensraum und Lebensweise
Sternarchorhynchus-Arten kommen vor allem in den tiefen Bereichen von großen Flüssen vor und stellen dort einen großen Teil der Fischbiomasse. Sie sind dort zusammen mit anderen Tiefwasserarten aus der Familie der Apteronotidae von großer Bedeutung als Beutefische großer Welse. Einige Sternarchorhynchus-Arten leben jedoch auch in kleineren Flüssen und dort vor allem in schnell fließenden Bereichen und in den ausgewaschenen Strudeltöpfen am Fuß von Wasserfällen und Stromschnellen.
Die Fische ernähren sich bevorzugt von aquatischen Insekten, die sie von den Weichböden am Grund der großen Ströme oder zwischen dem Falllaub mit ihren rüsselförmigen Mäulern aufsammeln. Die Hauptbeutetiere der Messerfische sind Zuckmückenlarven, Eintagsfliegenlarven und Köcherfliegenlarven.

## Arten
Es gibt 32 Arten:

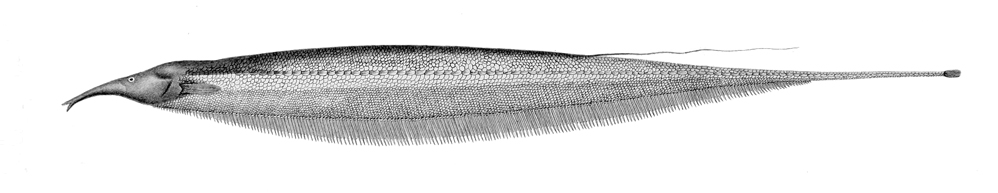
Sternarchorhynchus oxyrhynchus, die Typusart der Gattung

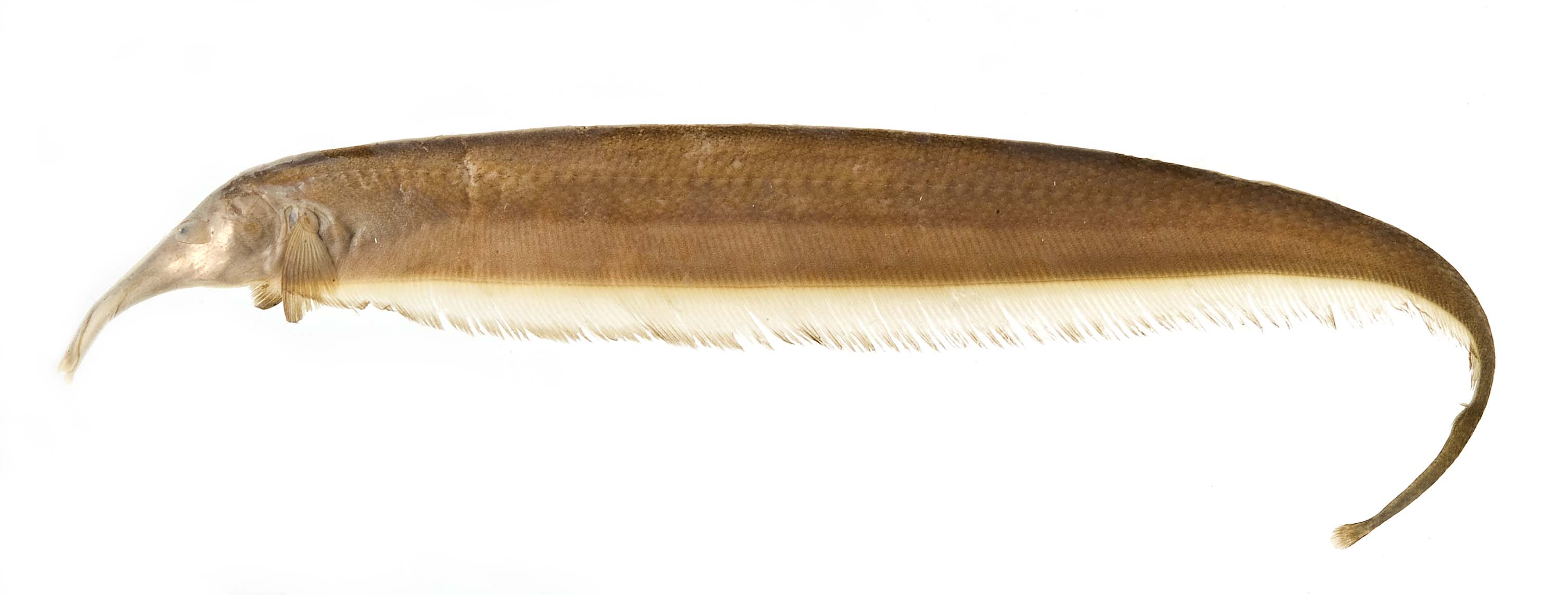
Sternarchorhynchus retzeri

- Sternarchorhynchus axelrodi de Santana & Vari, 2010
- Sternarchorhynchus britskii Campos-da-Paz, 2000
- Sternarchorhynchus caboclo de Santana & Nogueira, 2006
- Sternarchorhynchus chaoi de Santana & Vari, 2010
- Sternarchorhynchus cramptoni de Santana & Vari, 2010
- Sternarchorhynchus curumim de Santana & Crampton, 2006
- Sternarchorhynchus curvirostris (Boulenger, 1887)
- Sternarchorhynchus freemani de Santana & Vari, 2010
- Sternarchorhynchus galibi de Santana & Vari, 2010
- Sternarchorhynchus gnomus de Santana & Taphorn, 2006
- Sternarchorhynchus goeldii de Santana & Vari, 2010
- Sternarchorhynchus hagedornae de Santana & Vari, 2010
- Sternarchorhynchus higuchii de Santana & Vari, 2010
- Sternarchorhynchus inpai de Santana & Vari, 2010
- Sternarchorhynchus jaimei de Santana & Vari, 2010
- Sternarchorhynchus kokraimoro de Santana & Vari, 2010
- Sternarchorhynchus mareikeae de Santana & Vari, 2010
- Sternarchorhynchus marreroi de Santana & Vari, 2010
- Sternarchorhynchus mendesi de Santana & Vari, 2010
- Sternarchorhynchus mesensis Campos-da-Paz, 2000
- Sternarchorhynchus montanus de Santana & Vari, 2010
- Sternarchorhynchus mormyrus (Steindachner, 1868)
- Sternarchorhynchus oxyrhynchus (Müller & Troschel, 1849)
- Sternarchorhynchus retzeri de Santana & Vari, 2010
- Sternarchorhynchus roseni Mago-Leccia, 1994
- Sternarchorhynchus schwassmanni de Santana & Vari, 2010
- Sternarchorhynchus severii de Santana & Nogueira, 2006
- Sternarchorhynchus starksi de Santana & Vari, 2010
- Sternarchorhynchus stewarti de Santana & Vari, 2010
- Sternarchorhynchus taphorni de Santana & Vari, 2010
- Sternarchorhynchus villaboasi de Santana & Vari, 2010
- Sternarchorhynchus yepezi de Santana & Vari, 2010